# Paul Helminger
Paul Helminger   (Esch-sur-Alzette, 28 d'octubre de 1940 - 16 d'abril de 2021) fou un polític i dirigent esportiu luxemburguès, que va ser alcalde la ciutat de Luxemburg de 1999 a novembre de 2011. Fou membre de la Cambra de Diputats de Luxemburg en representació del Partit Democràtic des de 1994 i anteriorment de 1984 a 1989.

## Biografia
Nascut a Esch-sur-Alzette, el 1940, Paul Helminger es va traslladar amb la seva família a Belair, a l'oest de la ciutat de Luxemburg, quan tenia un any d'edat. Després que va aconseguir el seu batxillerat a l'Ateneu de Luxemburg el 1959, Helminger va anar a estudiar dret a La Sorbona a París fins a 1963. Al mateix temps, també va estudiar a l'Institut d'Études Politiques i va assolir doctorat en relacions internacionals el 1963. L'any següent, va acabar el seu doctorat en jurisprudència, abans de mudar-se als Estats Units per acabar els seus estudis de ciències polítiques a la Universitat Stanford.
Helminger va començar a treballar en la diplomàcia per a l'Estat de Luxemburg el 1966 i va representar el país a Londres, Hèlsinki i Ginebra, fins a 1974, quan el primer ministre Gaston Thorn li va fer el seu cap de gabinet.
Des de 1987, Helminger també va ser membre del consell de la ciutat de la ciutat de Luxemburg. Es va convertir en regidor el 1991 i alcalde el 1999. El 21 de novembre de 2011, va presidir el consell de la ciutat per última vegada, i es va retirar a favor de Xavier Bettel. Helminger va rebre una ovació de peu per la seva excel·lent feina com a alcalde de la ciutat.